# Movimento dos Atingidos por Barragens

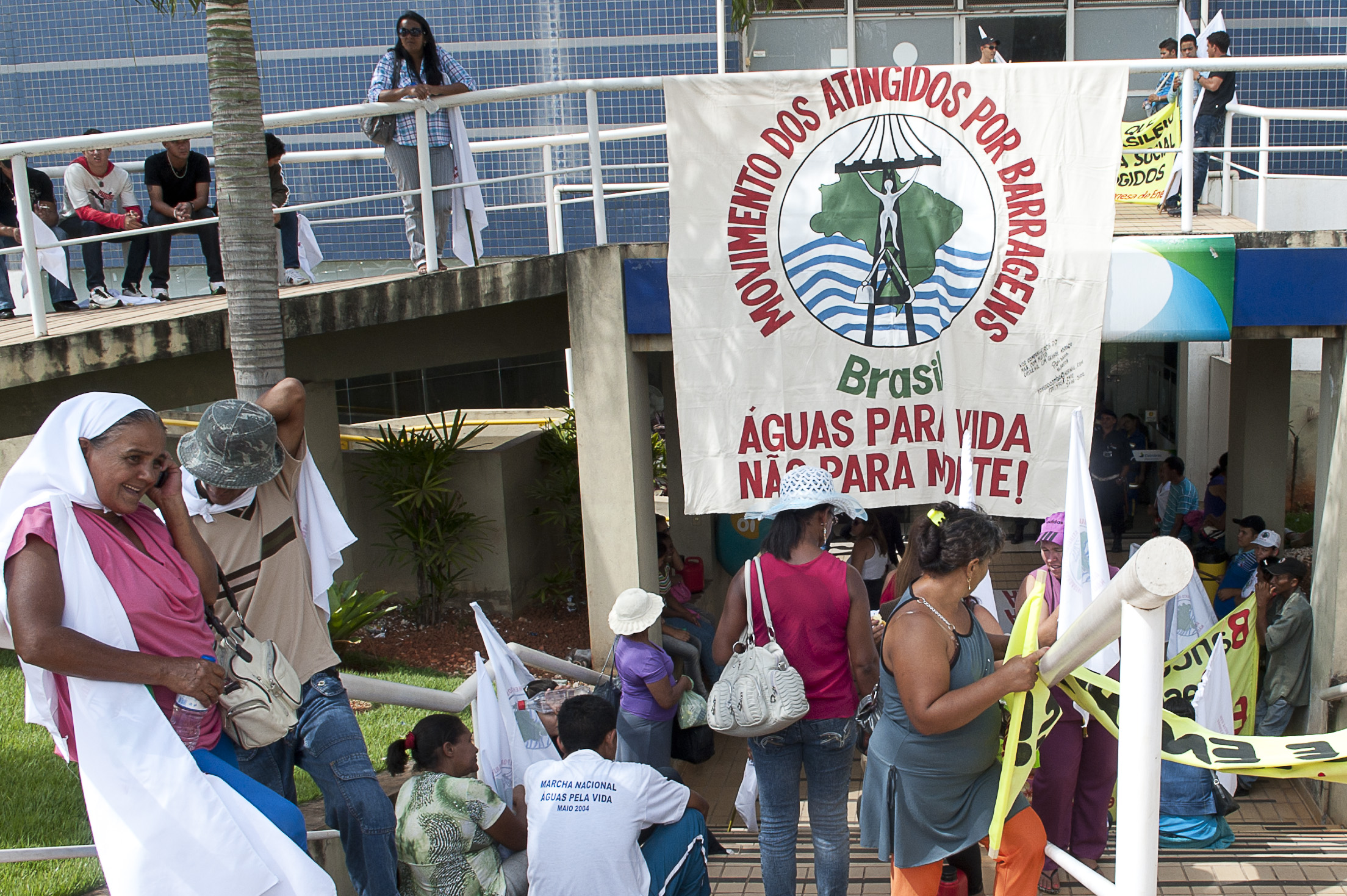
Manifestação organizada pelo MAB em frente à sede da Eletronorte, em Brasília, no dia 18 de março de 2012

O Movimento dos Atingidos por Barragens (MAB) é um movimento social brasileiro, surgido a partir do fim da década de 1970 com o objetivo de organizar os atingidos pela construção de barragens para a defesa de seus direitos.

## Origem
O movimento surgiu a partir das mobilizações de agricultores contra a construção de usinas hidroelétricas na região do Alto Uruguai, nos estados do Rio Grande do Sul e Santa Catarina. Em 1979, quando foram publicados os primeiros estudos de aproveitamento do potencial hidroelétrico da região, uma reunião promovida pela Comissão Pastoral da Terra levou à criação de uma Comissão de Barragens, mais tarde Comissão Regional de Atingidos por Barragens (CRAB).
A luta contra as desapropriações se expandiu nos anos seguintes, com a constituição de comissões regionais. Em 1985, as comissões passaram a atuar sob o nome de Movimento dos Atingidos por Barragens, realizando a sua primeira assembleia em 1986.
Entre os dias 19 e 21 de abril de 1989, foi realizado o I Encontro Nacional de Trabalhadores Atingidos por Barragens, em Goiânia. Em março de 1991, o I Congresso Nacional de Atingidos por Barragens aprovou a fundação formal do MAB.

## Atuação
As reivindicações do MAB incluem a criação de uma política nacional de direitos dos atingidos. O movimento defende a formação de um fundo de auxílio, para reparar os prejuízos das pessoas afetadas pela construção de barragens.[carece de fontes?]
A organização é contrária à construção da Usina Hidrelétrica de Belo Monte e outras barragens na Amazônia.
Em 15 de março de 2012, integrantes do MAB assinaram com o governo federal um acordo de 15 itens, prevendo a criação conjunta de um cronograma de ações para o reassentamento de famílias cadastradas.
Todos os anos os militantes promovem o Dia internacional de luta contra as barragens, celebrado em 14 de março.